# Suzunami (tàu khu trục Nhật)
Suzunami (tiếng Nhật: 涼波) là một tàu khu trục thuộc lớp Yūgumo của Hải quân Đế quốc Nhật Bản, từng hoạt động trong Chiến tranh Thế giới thứ hai.
Suzunami được đặt lườn tại xưởng đóng tàu của hãng Uraga Dock Company vào ngày 27 tháng 3 năm 1942, được hạ thủy vào ngày 26 tháng 12 năm 1942 và được đưa ra hoạt động vào ngày 27 tháng 7 năm 1943.
Ngày 11 tháng 11 năm 1943, Suzunami bị đánh chìm trong một đợt không kích do máy bay xuất phát từ tàu sân bay Hải quân Hoa Kỳ thực hiện nhắm vào Rabaul, New Britain. Con tàu bị một quả bom đánh trúng trực tiếp đang khi chất dỡ ngư lôi gần lối ra vào cảng Rabaul, nó nổ tung và chìm ở tọa độ 04°13′N 152°11′Đ / 4,217°N 152,183°Đ, khiến 148 người thiệt mạng, trong đó có Thuyền trưởng, Trung tá Hải quân Kamiyama.
Suzunami được rút khỏi danh sách Đăng bạ Hải quân vào ngày 5 tháng 1 năm 1944.